# General Dynamics–Grumman F-111B
El General Dynamics/Grumman F-111B fue un avión interceptor embarcado de largo alcance estadounidense que fue planeado para ser una continuación del McDonnell Douglas F-4 Phantom II para la Armada de los Estados Unidos (USN).
El F-111B fue desarrollado en los años 60 por General Dynamics junto con Grumman para la Armada de los Estados Unidos, como parte del Caza Táctico Experimental (Tactical Fighter Experimental (TFX)), conjuntamente con la Fuerza Aérea de los Estados Unidos (USAF), para producir un caza común para los servicios que podría realizar una variedad de misiones. Incorporaba innovaciones como alas de geometría variable, motores turbofán con posquemador, y un sistema de armas de misiles y radar de largo alcance.
Diseñado en paralelo con el F-111 "Aardvark", que fue adoptado por la Fuerza Aérea como avión de ataque, el F-111B sufrió problemas de desarrollo y cambios en los requerimientos de la Armada a un avión con maniobrabilidad para el combate cercano. El F-111B no fue puesto en producción y los prototipos del avión fueron usados para realizar pruebas antes de ser retirados. El F-111B sería reemplazado por el más pequeño y ligero Grumman F-14 Tomcat, que aprovechó los motores, el sistema de armas AWG-9/Phoenix, y la misma configuración de ala variable.

## Desarrollo

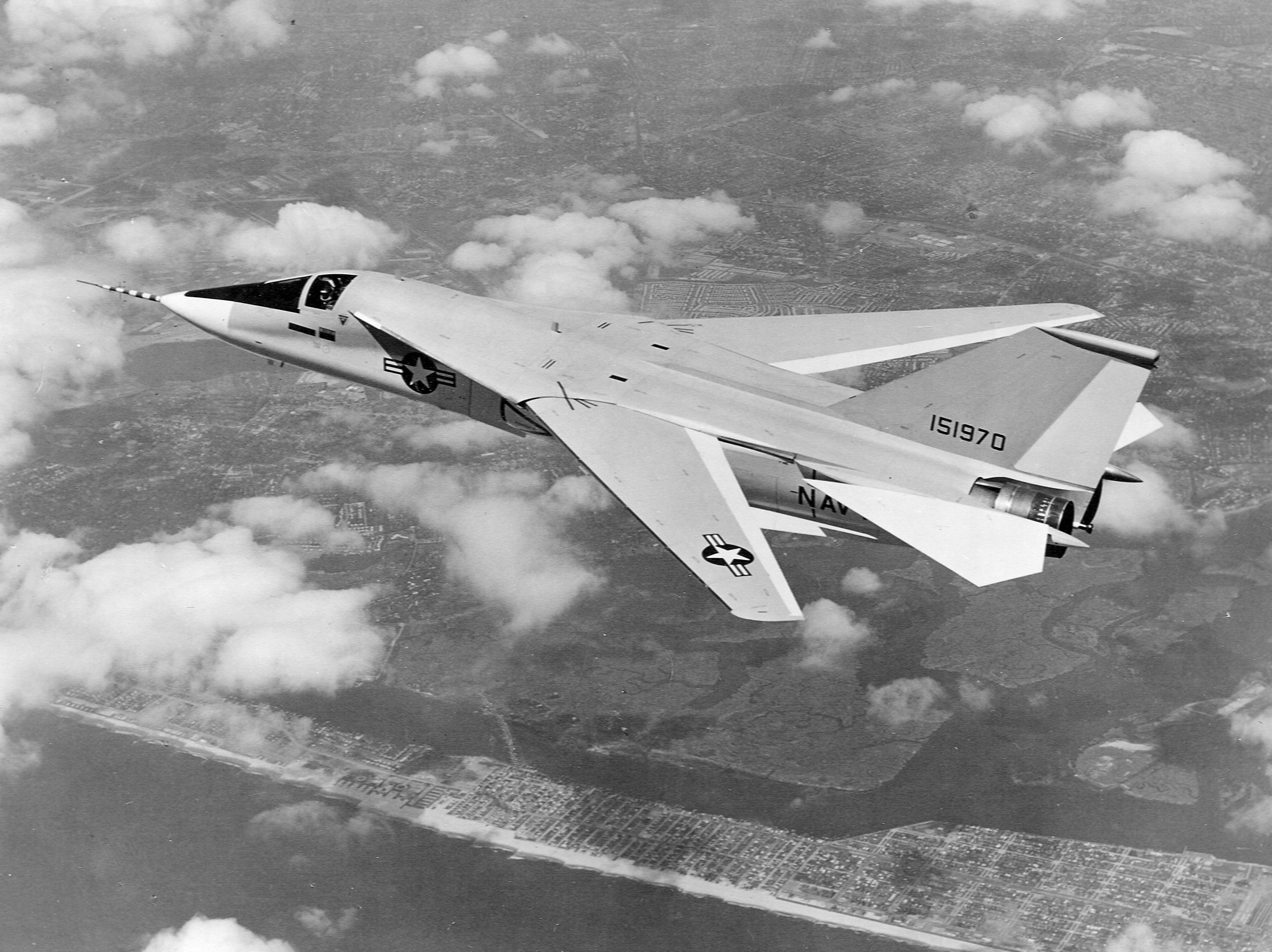
F-111B, BuNo 151970 en vuelo sobre Long Island, Nueva York, en 1965.

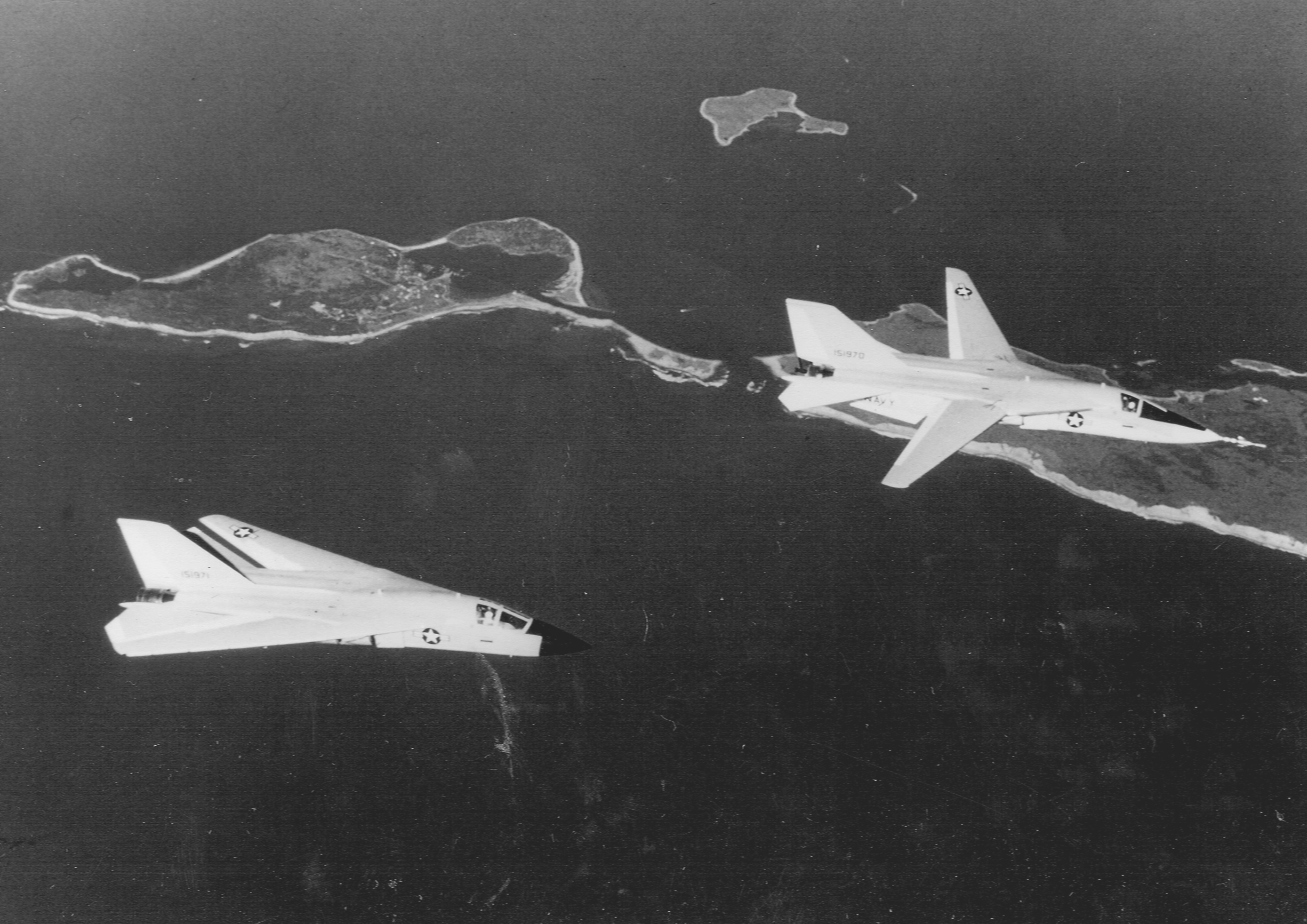
F-111B, BuNo 151970 y 151971, sobre Long Island durante las pruebas.

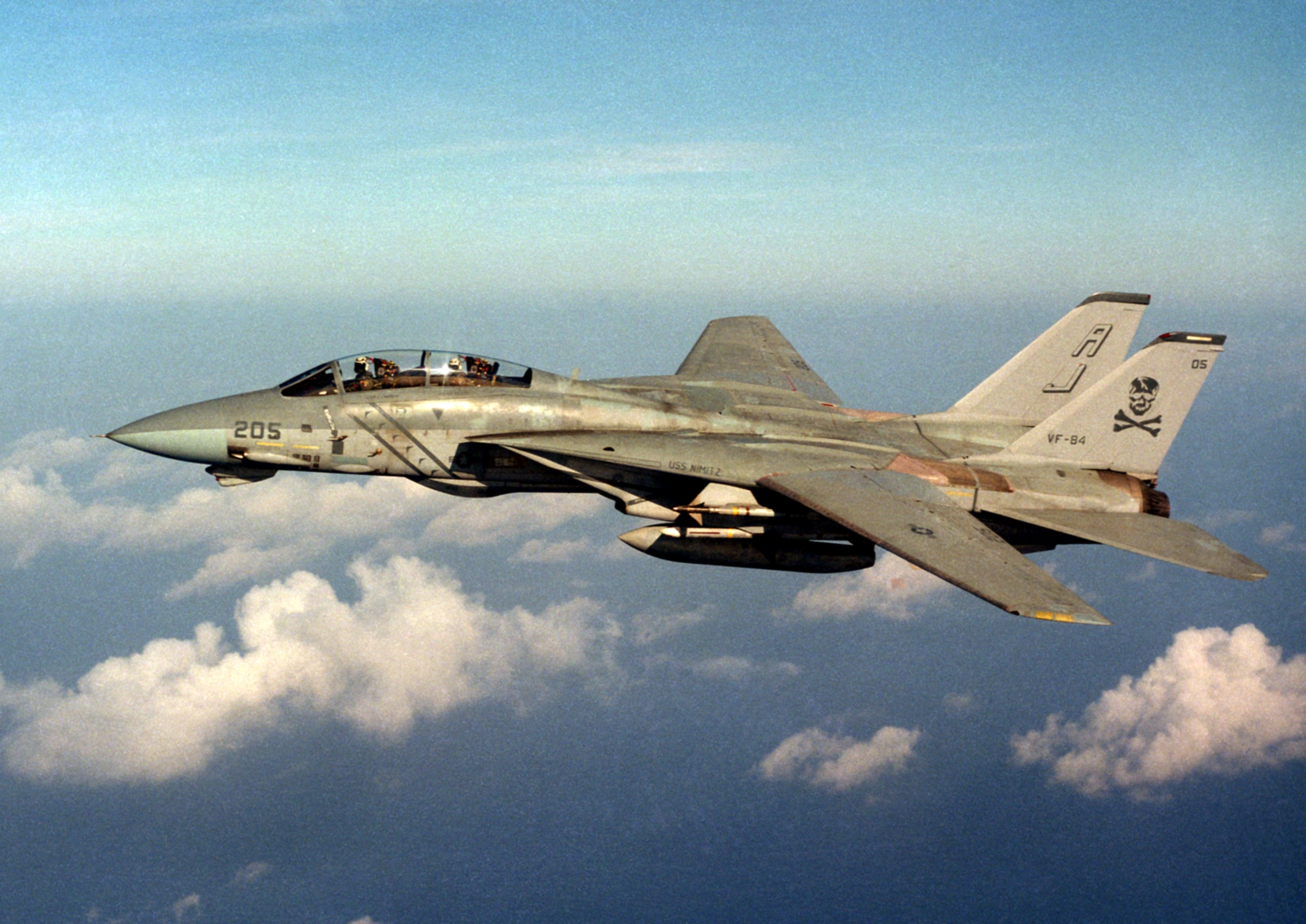
El F-14 que Grumman propuso como un reemplazo del F-111B, fue diseñado alrededor de la misma combinación de motor/radar/misil.

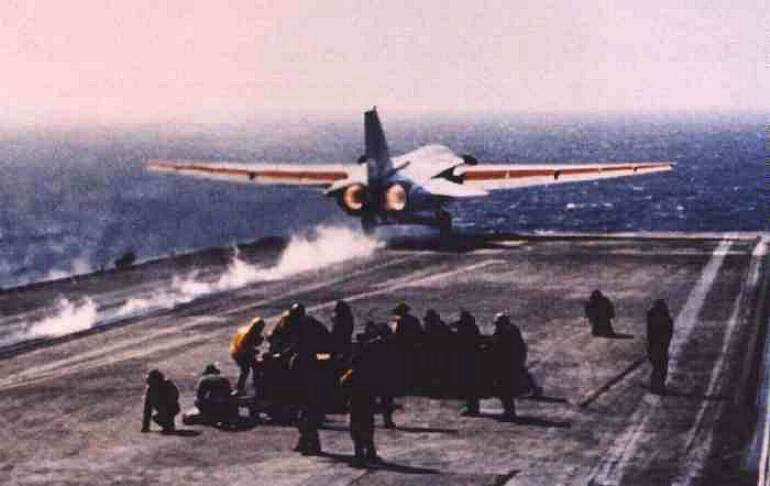
F-111B, BuNo 151974, siendo lanzado desde el USS Coral Sea en julio de 1968. Fue el único F-111B en realizar pruebas operacionales en portaaviones.

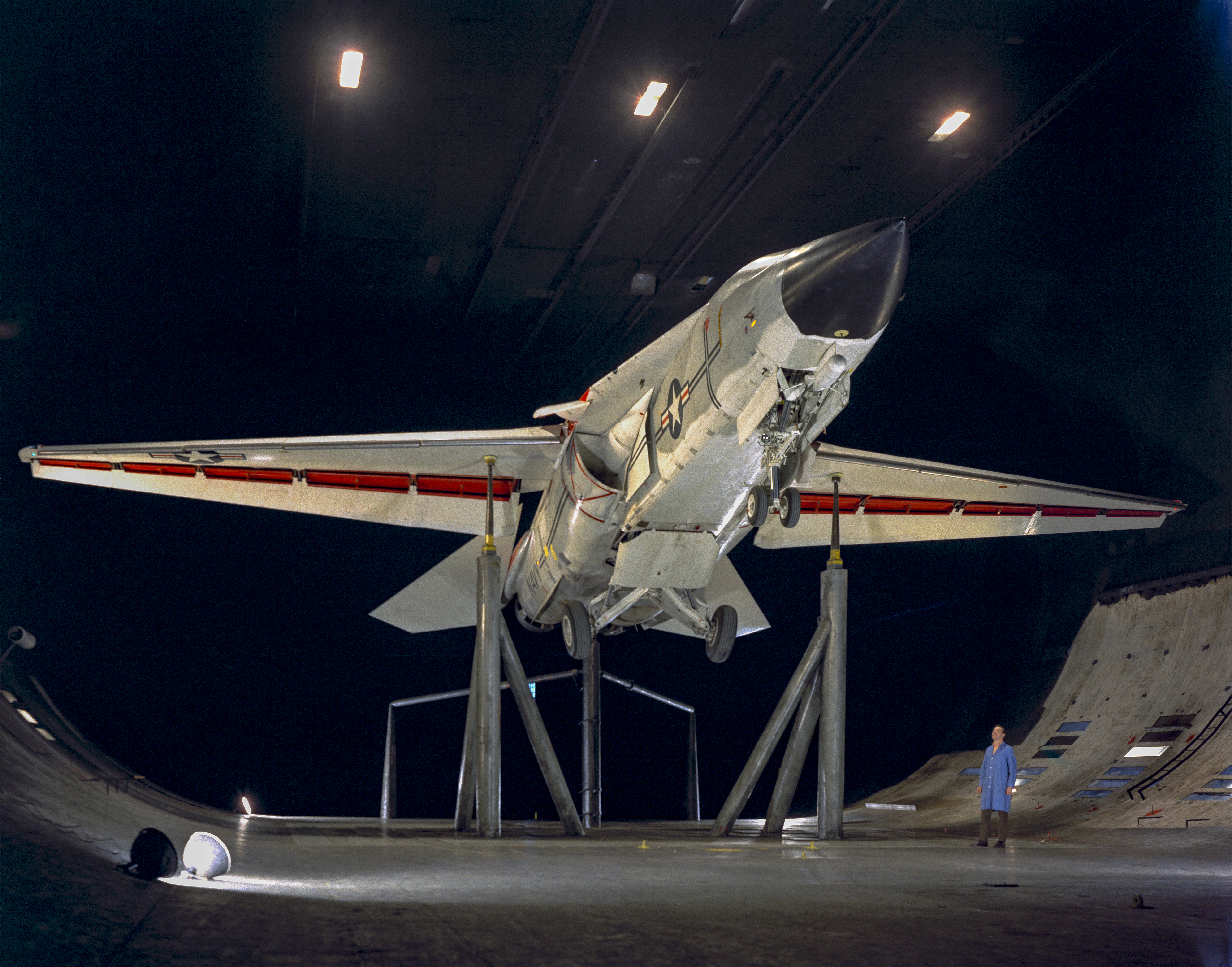
F-111B, BuNo 151974, en NAS Moffett Field, California, durante pruebas a escala real de control de vuelo en túnel de viento.

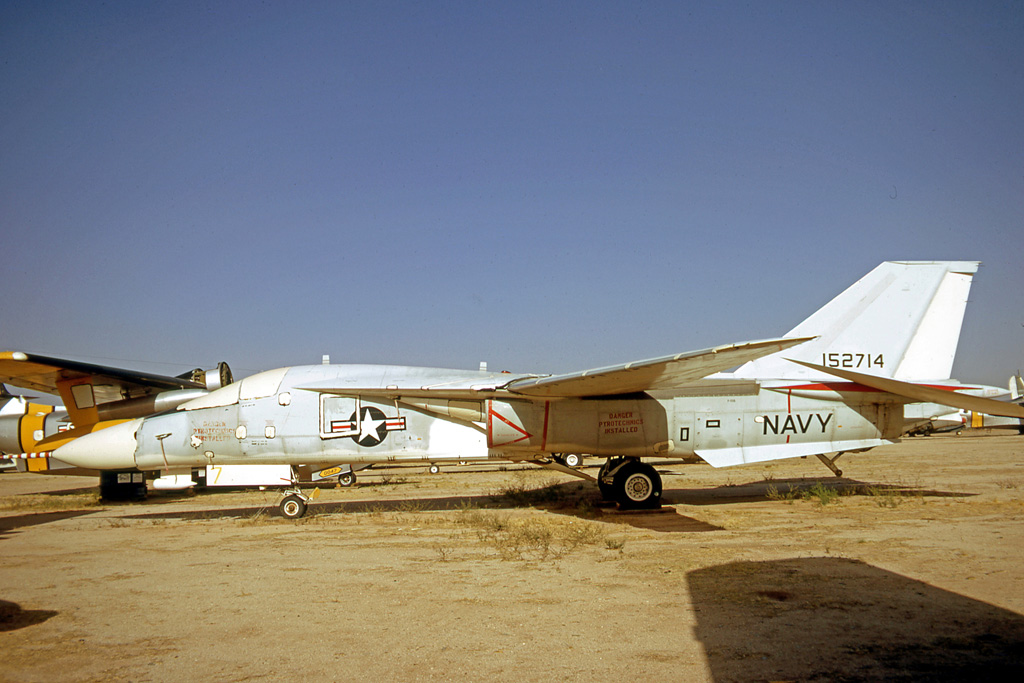
El primer F-111B 152714 de preproducción en almacenamiento en Davis Monthan AFB en 1971.

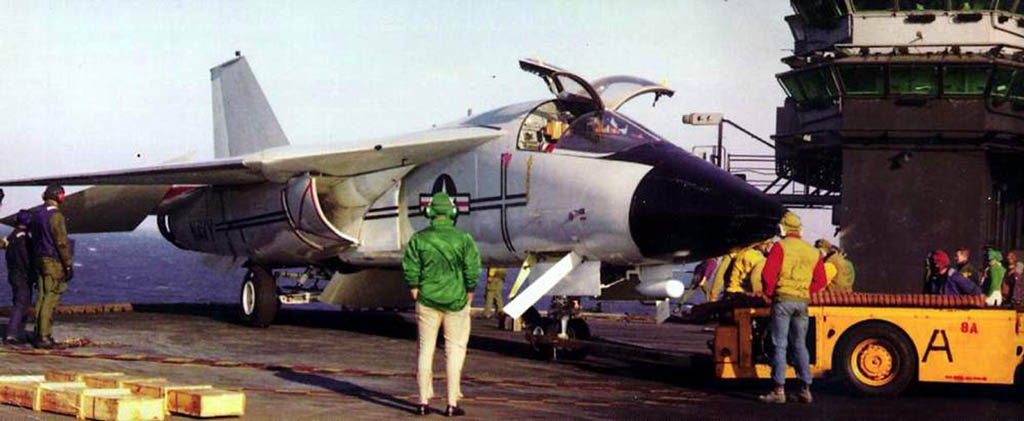
F-111B, BuNo 151974, en el USS Coral Sea en julio de 1968. Se accidentó aterrizando en NAS Point Mugu, California, el 11 de octubre de 1968 y seguidamente fue desguazado.

### Antecedentes
El F-111B fue parte del programa TFX de los años 60. El Mando Aéreo Táctico (Tactical Air Command (TAC)) de la USAF estaba muy preocupado con las misiones del caza-bombardero y ataque en profundidad/interdicción; su versión del avión sería una continuación del caza-bombardero Republic F-105 Thunderchief. En junio de 1960, la USAF emitió una especificación por un avión de interdicción y ataque de largo alcance capaz de penetrar las defensas soviéticas a muy baja altitud y a muy alta velocidad para lanzar armas nucleares tácticas contra objetivos cruciales.
Mientras tanto, la Armada estadounidense buscaba un interceptor de gran autonomía y gran alcance para defender sus grupos de batalla de portaaviones de misiles antibuque de largo alcance lanzados desde bombarderos a reacción soviéticos, como los Tupolev Tu-16, Tupolev Tu-22 y Tupolev Tu-22M, así como desde submarinos. La Armada necesitaba un avión de Defensa Aérea de la Flota (Fleet Air Defense (FAD)) con un radar más potente y misiles de mayor alcance que los del F-4 Phantom II para interceptar tanto bombarderos como misiles enemigos.

### Caza Táctico Experimental (TFX)
Los requerimientos de la Fuerza Aérea y de la Armada parecían ser diferentes. Sin embargo, el 14 de febrero de 1961, el nuevo Secretario de Defensa, Robert McNamara, ordenó formalmente a los servicios que estudiaran el desarrollo de un solo avión que satisficiera ambos requerimientos. Los primeros estudios indicaron que la mejor opción era basarse en el Caza Táctico Experimental (TFX) del requerimiento de la Fuerza Aérea y una versión modificada para la Armada. En junio de 1961, el Secretario McNamara ordenó continuar con el TFX a pesar de los esfuerzos de la Fuerza Aérea y de la Armada en mantener los programas separados.
La USAF y la Armada solo podían estar de acuerdo en las características de diseño del ala variable, dos asientos y dos motores. La USAF quería un avión de asientos en tándem para realizar penetraciones a baja cota, mientras que la Armada quería un interceptor más corto a alta cota con asientos lado a lado. También la USAF quería que el avión fuera diseñado para soportar 7,33 g con una velocidad de Mach 2,5 en altura y Mach 1,2 a baja cota, con una longitud de aproximadamente 21,3 m. La Armada tenía requerimientos menos arduos de 6 g con una velocidad de Mach 2 en altura y velocidad altamente subsónica (aproximadamente Mach 0,9) a baja cota con una longitud de 17,1 m. La Armada también quería un disco de radar de 122 cm para el largo alcance y un peso máximo al despegue de 22 700 kg. Así que McNamara desarrolló un juego básico de requerimientos para el TFX, basado en su mayoría en los requerimientos de la Fuerza Aérea. Cambió a un disco de 91,4 cm por compatibilidad y aumentó el peso máximo a aproximadamente 27 200 kg para la versión de la Fuerza Aérea y 24 900 para la de la Armada. Luego, el 1 de septiembre de 1961, ordenó a la USAF desarrollarlo.
Una solicitud de propuestas (request for proposal (RFP)) para el TFX fue proporcionada a la industria en octubre de 1961. En diciembre de ese año, Boeing, General Dynamics, Lockheed, McDonnell, North American y Republic presentaron sus propuestas. El grupo de evaluación de propuestas encontró todas las propuestas con carencias, pero las mejores serían perfeccionadas con contratos de estudio. Boeing y General Dynamics fueron seleccionados para mejorar sus diseños. Se realizaron tres turnos de actualizaciones a los diseños, siendo Boeing seleccionado por el tribunal. En su lugar, el Secretario McNamara seleccionó la propuesta de General Dynamics en noviembre de 1962 debido a su mayor comunión entre las versiones TFX de la Fuerza Aérea y la Armada. Las versiones del avión de Boeing compartían menos de la mitad de sus principales componentes estructurales. General Dynamics firmó el contrato del TFX en diciembre de 1962. Siguió una investigación del Congreso, pero no cambió la selección.

### Fase de diseño
Las variantes F-111A de la Fuerza Aérea y F-111B de la Armada usaban los mismos componentes estructurales del fuselaje y motores turbofán TF30-P-1. Presentaban acomodo para la tripulación lado a lado en una cápsula de escape como requería la Armada, en contra de asientos eyectables individuales. El morro del F-111B era 2,59 m más corto debido a su necesidad de acomodarse a las existentes plataformas elevadoras de los portaaviones, y tenía 1,07 m más de envergadura para mejorar el tiempo de permanencia en estación. La versión de la Armada podía llevar un radar de Impulsos Doppler AN/AWG-9 y seis misiles AIM-54 Phoenix. La versión de la Fuerza Aérea podía llevar el radar de ataque AN/APQ-113 y el radar de seguimiento del terreno AN/APQ-110 y munición aire-tierra.
Careciendo de experiencia en cazas basados en portaaviones, General Dynamics se unió a Grumman para ensamblar y probar el avión F-111B. Además, Grumman también construiría el fuselaje trasero del F-111A y el tren de aterrizaje. El primer F-111A de pruebas estaba propulsado por turbofanes YTF30-P-1 y usaba un juego de asientos eyectables, ya que la cápsula eyectable no estaba todavía disponible. Voló por primera vez el 21 de diciembre de 1964. El primer F-111B también fue equipado con asientos eyectables y voló por primera vez el 18 de mayo de 1965. Para abordar los problemas de pérdida en ciertas partes del régimen de vuelo, el diseño de la toma de aire del motor del F-111 fue modificada en 1965-66, finalizando con los diseños "Triple Plow I" y "Triple Plow II". El F-111A alcanzó una velocidad de Mach 1,3 en febrero de 1965 con un diseño provisional de la toma de aire.

### F-111B
Los objetivos de peso para ambas versiones del F-111 demostraron ser demasiado optimistas. El peso excesivo atormentó al F-111B durante todo su desarrollo. Los prototipos estaban muy por encima de los requerimientos de peso. Los esfuerzos de diseño redujeron el peso del fuselaje, que se compensaron con la adición de la cápsula de escape. El peso adicional hizo al avión falto de potencia. La sustentación fue mejorada con cambios en las superficies de control del ala. Se planeó una versión de mayor empuje de los motores. Durante las audiencias del Congreso por el avión, el Vicealmirante Thomas F. Connolly, entonces Vicejefe de Operaciones Navales para la Guerra Aérea, respondió a una pregunta del senador John C. Stennis acerca de si un motor más potente curaría los problemas del avión, diciendo: "¡No hay suficiente potencia en toda la cristiandad para hacer ese avión tal y como lo queremos!".
Con el programa del F-111B en peligro, Grumman comenzó a estudiar mejoras y alternativas. En 1966, la Armada concedió a Grumman un contrato para empezar a estudiar diseños de caza avanzado. Grumman redujo estos diseños a su diseño Model 303. Con esto, el final del F-111B parecía cercano a mitad de 1967. En mayo de 1968, ambos comités de los Servicios Armados del Congreso votaron no financiar la producción y en julio de 1968 el Departamento de Defensa (DoD) ordenó detener los trabajos en el F-111B. Se habían entregado un total de siete F-111B en febrero de 1969.

### Reemplazo
El reemplazo de F-111B, el Grumman F-14 Tomcat, que derivaba del diseño inicial Model 303 de Grumman, reutilizaba los motores TF30 del F-111B, aunque la Armada planeaba reemplazarlos con una versión mejorada más tarde. Aunque más ligero que el F-111B, todavía era el mayor y más pesado caza estadounidense en despegar y aterrizar desde un portaaviones. Su tamaño era una consecuencia del requerimiento de llevar el gran radar AWG-9 y los misiles Phoenix, ambos del F-111B, mientras que excedía la maniobrabilidad del F-4. Mientras que el F-111B estaba armado sólo para la misión como interceptor, el Tomcat incorporaba un cañón interno M61 Vulcan, provisión para misiles aire-aire Sidewinder y Sparrow, y provisión para bombas. Mientras que el F-111B no entró en servicio, las variantes terrestres del F-111 sí lo hicieron con la Fuerza Aérea estadounidense durante muchos años y con la Real Fuerza Aérea Australiana hasta 2010.

## Diseño
El F-111B era un avión interceptor todo-tiempo destinado a defender a los grupos de batalla de portaaviones de la Armada estadounidense contra bombarderos y misiles antibuque. El F-111 presenta alas de geometría variable, una bodega interna de armas y una cabina con asientos lado a lado. La cabina es parte de una cápsula de escape de la tripulación. El ángulo del ala varía entre los 16 y los 72,5 grados (flecha mínima a flecha máxima). El fuselaje consistía en su mayoría en aleaciones de aluminio, usándose también acero, titanio y otros materiales. El fuselaje es una estructura semi-monocasco con paneles endurecidos y paneles de panal de abeja para el recubrimiento. El F-111B estaba propulsado por dos motores turbofán con poscombustión Pratt & Whitney TF30 e incluía el sistema de radar AN/AWG-9 para controlar los misiles AIM-54 Phoenix. La pobre visibilidad por encima del morro hacía al avión más difícil de manejar en las operaciones embarcadas.
El F-111 ofrecía una plataforma con las prestaciones de alcance, carga útil y Mach 2 para interceptar objetivos rápidamente, pero con alas variables y motores turbofán, también podía permanecer en estación durante largos periodos. El F-111B llevaría seis misiles AIM-54 Phoenix, su armamento principal. Cuatro de los misiles Phoenix estaban montados en soportes alares y dos en la bodega de armas. Los soportes de misiles añadían una resistencia significativa cuando se usaban.

## Historia operacional

### Pruebas de vuelo
Las pruebas de vuelo del F-111B continuaron en NAS Point Mugu, California, y NAWS China Lake, California, incluso después de que el programa hubiera sido terminado. En julio de 1968, el F-111B de preproducción Bureau Number 151974 fue utilizado en pruebas de portaaviones a bordo del USS Coral Sea. La evaluación fue completada sin problemas.
Hughes continuó el desarrollo del sistema de misiles Phoenix con cuatro F-111B. En total, se perdieron dos F-111B en accidentes y un tercero resultó seriamente dañado. El último vuelo del F-111B fue con el 151792 desde California a Nueva Jersey a mitad de 1971. Los siete F-111B volaron 1748 horas en 1173 vuelos.

## Variantes
Los F-111B números 1 a 3 fueron prototipos iniciales; y los números 4 y 5 fueron prototipos con el fuselaje aligerado. Los números 6 y 7 tenían fuselajes aligerados y motores mejorados TF30-P-12, y fueron construidos cerca del estándar de producción. Estos eran aproximadamente 0,6 metros más largos debido a una sección añadida entre la cabina y el radomo. Los primeros cinco aviones incluían tomas de aire "Triple Plow I". Los dos últimos tenían tomas "Triple Plow II". Los primeros tres modelo B fueron equipados con asientos eyectables y el resto incluían la cápsula de escape de la tripulación.
| Número | Número de Serie | Descripción                                        | Localización o destino |
| ------ | --------------- | -------------------------------------------------- | --- |
| 1      | 151970          | Prototipo con fuselaje pesado, motores TF30-P-3    | Tras su uso en las pruebas de vuelo, fue desguazado en diciembre de 1969. |
| 2      | 151971          | Prototipo con fuselaje pesado, motores TF30-P-3    | Usado para pruebas de misiles Hughes. Perdido en accidente el 11 de septiembre de 1968.                                                                                       |
| 3      | 151972          | Prototipo con fuselaje pesado, motores TF30-P-3    | Fue dañado y retirado. Fue usado en pruebas de chorro del reactor en NATF, NAES Lakehurst, Nueva Jersey, y probablemente fue desguazado allí.                                 |
| 4      | 151973          | Prototipo con fuselaje aligerado, motores TF30-P-3 | Destruido en accidente por doble fallo de motor el 21 de abril de 1967. |
| 5      | 151974          | Prototipo con fuselaje aligerado, motores TF30-P-3 | Accidente al aterrizar en NAS Point Mugu, California , en octubre de 1968. Fue desmantelado en NAS Moffett Field, California, en 1970.                                        |
| 6      | 152714          | Versión de preproducción, motores TF30-P-12        | Usado para pruebas de misiles Hughes. Retirado en 1969. Dado de baja en 1971 y usado como fuente de repuestos. Fue fotografiado en 2008 en un desguace en Mojave, California. |
| 7      | 152715          | Versión de preproducción, motores TF30-P-12        | Retirado y almacenado en NAWS China Lake, California (esperando restauración).                                                                                                |

## Operadores
Estados Unidos
- Armada de los Estados Unidos

## Especificaciones (F-111B de preproducción)
Referencia datos: Thomason, Miller, Logan

### Características generales
- Tripulación: Dos (piloto y operador de sistema de armas)
- Longitud: 21 m (68,8 ft)
- Envergadura: 

  - Flecha mínima: 21,3 m
  - Flecha máxima: 10,34 m
- Altura: 4,80 m
- Superficie alar: 

  - Flecha mínima: 60,9 m²
  - Flecha máxima: 51,1 m²
- Perfil alar: NACA 64-210.68 en la raíz, NACA 64-209.80 en la punta
- Peso vacío: 20 910 kg (46 085,6 lb)
- Peso cargado: 35 800 kg (78 903,2 lb)
- Peso máximo al despegue: 39 900 kg (87 939,6 lb)
- Planta motriz: 2× turbofán Pratt & Whitney TF30-P-3.
  - Empuje normal: 47,8 kN (4874 kgf; 10 746 lbf) de empuje cada uno.
  - Empuje con postquemador: 82,3 kN (8392 kgf; 18 502 lbf) de empuje cada uno.

### Rendimiento
- Velocidad nunca excedida (Vne): Mach 2,2
- Alcance: 3390 km (1830 nmi; 2106 mi) con 6 misiles AIM-54 y 10 432,63 kg de combustible interno
- Alcance en ferry: 5150 km con 2 depósitos de combustible externos de 1703,43 l
- Techo de vuelo: 19 800 m (64 961 ft)
- Régimen de ascenso: 108 m/s (21 260 ft/min)
- Carga alar: 

  - Flecha mínima: 586 kg/m² (120 lb/ft²)
  - Flecha máxima: 703 kg/m² (144 lb/ft²)
- Empuje/peso: 0,47

### Armamento
- Cañones: 

  - 1x cañón Gatling M61 Vulcan de 20 mm (raramente instalado)
- Puntos de anclaje: 6 subalares para municiones y depósitos de combustible externos con una capacidad de 14 300 kg, para cargar una combinación de:    
  - Misiles: 

    - 6 x misil aire-aire de largo alcance AIM-54 Phoenix (cuatro bajo las alas, dos en bodega de armas)

### Aviónica
- Radar de impulsos Doppler AN/AWG-9

## Aeronaves relacionadas

### Desarrollos relacionados
- General Dynamics F-111 Aardvark
- General Dynamics EF-111A Raven
- General Dynamics F-111C
- General Dynamics F-111K

### Aeronaves similares
- Avro Canada CF-105 Arrow
- Grumman F-14 Tomcat
- Lockheed YF-12
- McDonnell F-101B
- McDonnell Douglas F-4 Phantom II
- North American NR-349
- AFVG
- Dassault Mirage G
- Operational Requirement F.155
- Lavochkin La-250
- Tupolev Tu-28
- Yakovlev Yak-28P

### Secuencias de designación
- Secuencia F-_ (Cazas (Fighter) del USAAC/USAAF/USAF, 1924-1962): ← XF-108 - XF-109 - F-110 - F-111/B